# 馬安亞人

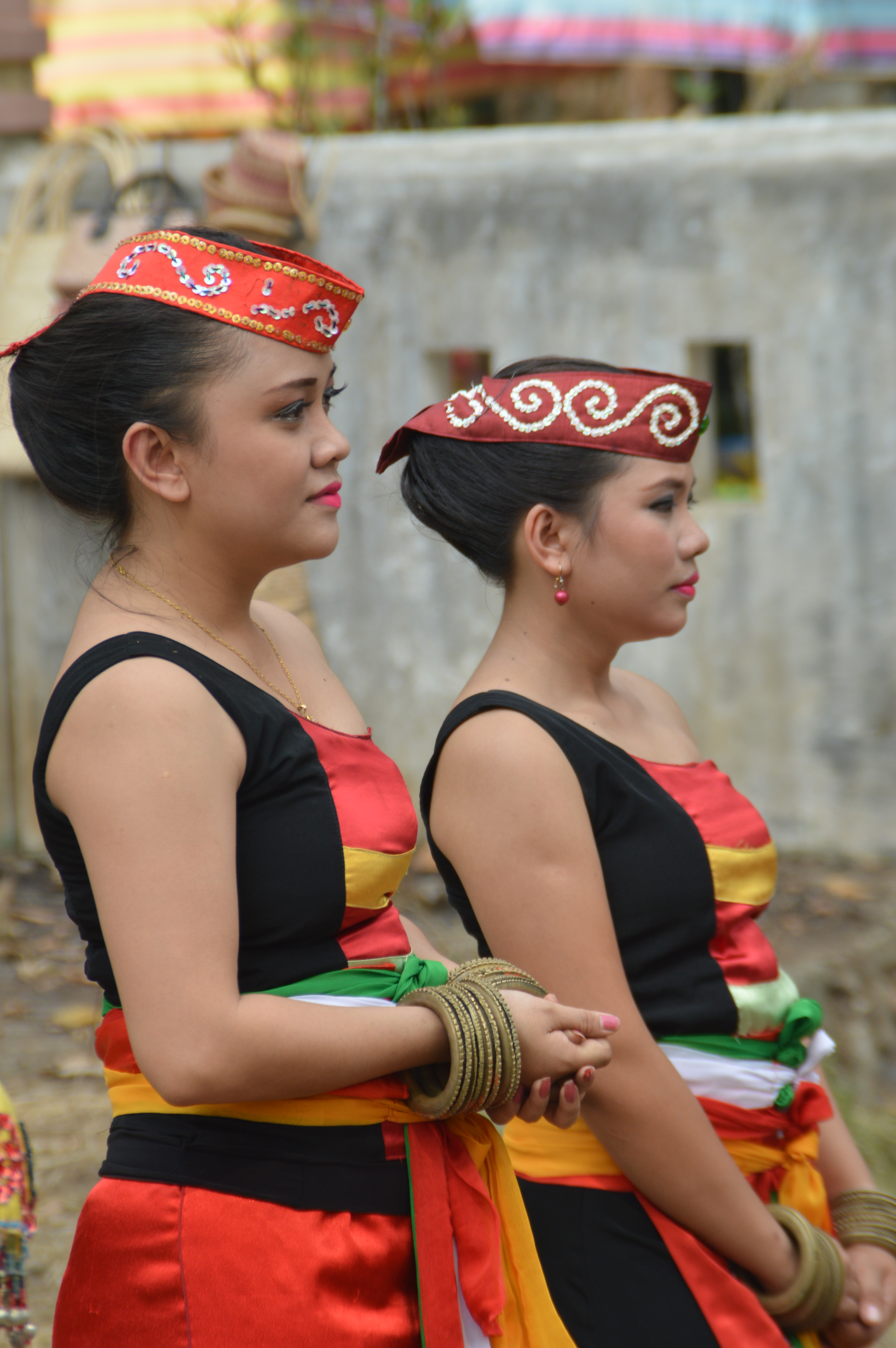
马安亚女人

馬安亞人，是達雅克族中一個分支，分布於印尼中加里曼丹省東部和南加里曼丹省北部。
行政上，馬安亞人只在2000年出現在人口普查中，佔中加里曼丹人口的2.8％。以前只是把馬安亞人視為達雅克族。馬安亞人的獨特之處在於農業，精心安排的葬禮以及由薩滿治療疾病。
他們被認為是與現代馬拉加什人最接近的民族，他們用1000架輕型帆船或獨木舟通過印度洋，在公元945年至946年抵達馬達加斯加島。

## 历史
公元12世纪前，由馬安亞人建立的南薩魯奈独立国，在婆罗洲南部繁荣发展。该王国在1389年之前曾两次受到爪哇的满者伯夷攻击，导致了王国的衰落和覆灭；这两次攻击在馬安亞人的口述历史中被称为南薩魯奈烏薩克爪哇（意为“南薩魯奈被爪哇人摧毁”）。这些攻击促使馬安亞人迁徙到婆罗洲中部和南部地区。